# José Figueroa Jorquera
José Luis Figueroa Jorquera (San Fernando, 25 de enero de 1944-San Fernando, 21 de agosto de 2023) fue un dirigente sindical y político chileno. Se desempeñó como regidor, concejal y alcalde de la comuna de San Fernando.

## Biografía
Era hijo de José Figueroa Acevedo y Clorinda Jorquera Díaz. Contrajo matrimonio el 1 de junio de 1973 con María Salomé Sandoval Saavedra.
Tuvo cuatro hijos, dos de una relación anterior a su matrimonio. Una de sus hijas es Bárbara Figueroa Sandoval que fue dirigente y presidenta de la Central Unitaria de Trabajadores de Chile (CUT), y actual embajadora de Chile en Argentina.

## Vida pública
A principios de los años 1970, Figueroa lideró la toma de la Quinta Schneider, donde se constituyó el campamento Pablo Neruda.
En 2000 fue elegido en el cargo de alcalde de San Fernando para el período 2000-2004. En su administración se incrementaron los problemas al interior de la Corporación Municipal de Educación, los que explotaron en los periodos de los dos siguientes alcaldes.
Postuló a la reelección perdiendo la elección, ganando Juan Paulo Molina Contreras.
Fue elegido Consejero en la CUT, para el período 2012-2016.

### Fallecimiento
Murió a causa de un ataque al corazón en su domicilio el 21 de agosto de 2023  y su velorio fue en la Casa del Pueblo (Sede del Partido Comunista) realizándose el funeral el 22 a las 15:00 horas. Posteriormente sus exequias se efectuaron en el Cementerio Municipal de San Fernando.
A raíz de su fallecimiento, la Ilustre Municipalidad de San Fernando, en el Decreto Municipal N°3212, con fecha 21 de agosto, declara duelo comunal los días 21, 22, 23 de agosto.

## Historial electoral

### Elecciones parlamentarias de 1989
- Elecciones Diputados 1989 distrito 34 (San Fernando, Chimbarongo, Las Cabras, Peumo, Pichidegua, San Vicente de Tagua Tagua).[9] (Se han agregado los candidatos más relevantes).

| Candidato                  | Pacto                      | Partido | Votos  | Porcentaje % | Resultado |
| -------------------------- | -------------------------- | ------- | ------ | ------------ | --------- |
| Hugo Rodríguez Guerrero    | Concertación               | PDC     | 19.798 | 22,45        | Diputado  |
| Raúl Herrera Herrera       | Concertación               | PDC     | 17.431 | 19,76        |           |
| Aquiles Cornejo Cornejo    | Democracia y Progreso      | RN      | 14.512 | 16,45        |           |
| Juan Masferrer Pellizzari  | Democracia y Progreso      | UDI     | 17.987 | 20,39        | Diputado  |
| Francisco Fernández Flores | Liberal-Socialista Chileno | PL      | 3.940  | 4,47         |           |
| José Figueroa Jorquera     | Unidad para la Democracia  | PAIS    | 14.527 | 16,47        |           |

### Elecciones municipales de 1992
- Elecciones Municipales de 1992, para San Fernando[10] (Se han agregado los candidatos más relevantes).

| Candidato                    | Pacto                    | Partido | Votos | Porcentaje % | Resultado |
| ---------------------------- | ------------------------ | ------- | ----- | ------------ | --------- |
| Juan José Molina Arriagada   | Concertación             | PDC     | 5.016 | 17,14        | Alcalde   |
| Rafael Orlando López Briones | Concertación             | PDC     | 1.728 | 5,90         | Concejal  |
| Gabriel Bilbao Salinas       | Concertación             | PR      | 3.140 | 10,73        | Concejal  |
| José Figueroa Jorquera       | Partido Comunista        | PC      | 1.546 | 5,28         | Concejal  |
| Aquiles Cornejo Cornejo      | Participación y Progreso | RN      | 2.573 | 8,79         | Concejal  |
| Gustavo Valderrama Calvo     | Participación y Progreso | UDI     | 3.344 | 11,43        | Concejal  |

### Elecciones municipales de 1996
- Elecciones Municipales de 1996, para San Fernando[11] (Se han agregado los candidatos más relevantes).

| Candidato                   | Pacto                          | Partido | Votos | %     | Resultado |
| --------------------------- | ------------------------------ | ------- | ----- | ----- | --------- |
| José Figueroa Jorquera      | La Izquierda                   | PC      | 5.870 | 13,07 | Concejal  |
| Aquiles Cornejo Cornejo     | Alianza                        | RN      | 7.886 | 26,36 | Alcalde   |
| Manuel Maturana Ubilla      | Alianza                        | RN      | 1.236 | 4,13  | Concejal  |
| Marta Cádiz Coppia          | Alianza                        | RN      | 1.008 | 3,37  | Concejal  |
| Raúl Herrera Herrera        | Concertación por la Democracia | PDC     | 3.678 | 12,30 | Concejal  |
| Sergio Wartenberg Hernández | Concertación por la Democracia | PRSD    | 2.478 | 8,28  | Concejal  |

### Elecciones municipales de 2000
- Elecciones Municipales de 2000, para San Fernando[12] (Se han agregado los candidatos más relevantes).

| Candidato                    | Pacto                                      | Partido       | Votos | Porcentaje % | Resultado |
| ---------------------------- | ------------------------------------------ | ------------- | ----- | ------------ | --------- |
| José Figueroa Jorquera       | La Izquierda                               | PC            | 9.194 | 30,72        | Alcalde   |
| Héctor Pérez Bahamondes      | La Izquierda                               | PC            | 389   | 1,30         | Concejal  |
| Aquiles Cornejo Cornejo      | Alianza por Chile                          | RN            | 6.645 | 22,21        | Concejal  |
| Manuel Maturana Ubilla       | Alianza por Chile                          | RN            | 693   | 2,32         | Concejal  |
| Gabriel Bilbao Salinas       | Concertación de Partidos por la Democracia | PRSD          | 3.343 | 11,17        | Concejal  |
| Carlos Alberto Urzúa Morales | Concertación de Partidos por la Democracia | PDC           | 676   | 2,26         |           |
| Enrique Díaz Quiroz          | Independientes (Fuera De Pacto)            | Independiente | 3.769 | 12,59        | Concejal  |

### Elecciones municipales de 2004
- Elecciones a Alcalde de 2004, para San Fernando[13] (Se han agregado los candidatos más relevantes).

| Candidato                   | Pacto                                      | Partido       | Votos  | Porcentaje % | Resultado |
| --------------------------- | ------------------------------------------ | ------------- | ------ | ------------ | --------- |
| José Figueroa Jorquera      | Juntos Podemos Más                         | PC            | 6.756  | 22,68        |           |
| Aquiles Cornejo Cornejo     | Alianza                                    | RN            | 7.566  | 25,40        |           |
| Juan Paulo Molina Contreras | Concertación de Partidos por la Democracia | PDC           | 12.477 | 41,88        | Alcalde   |
| Gabriel Bilbao Salinas      | Independiente                              | Independiente | 2.611  | 8,76         |           |
| Samuel Ortiz Yáñez          | Independiente                              | Independiente | 382    | 1,28         |           |

### Elecciones municipales de 2008
- Elecciones a Concejales de 2008, para San Fernando[14] (Se han agregado los candidatos más relevantes).

| Candidato                    | Pacto                         | Partido | Votos | %     | Resultado |
| ---------------------------- | ----------------------------- | ------- | ----- | ----- | --------- |
| Karol Muñoz Pérez            | Por un Chile limpio           | PRI     | 1.891 | 6,63% | Concejal  |
| Mario González Maturana      | Concertación Progresista      | PS      | 2.895 | 10,15 | Concejal  |
| Carlos Javier Urzúa Morales  | Concertación Progresista      | PDC     | 2.356 | 8,26  | Concejal  |
| José Figueroa Jorquera       | Juntos Podemos Más            | PCCH    | 1.929 | 6,76  |           |
| Marta Cádiz Coppia           | Alianza por Chile             | RN      | 2.268 | 7,95  | Concejal  |
| Osvaldo Maturana Correa      | Alianza por Chile             | RN      | 2.183 | 7,65  | Concejal  |
| Aquiles Cornejo Cornejo      | Alianza por Chile             | RN      | 2.183 | 7,65  |           |
| Gabriel Bilbao Salinas       | Concertación Progresista      | ILF     | 1.555 | 5,45  | Concejal  |
| Enrique De Jesús Díaz Quiroz | Independientes fuera de pacto | IND     | 2.021 | 7,09  |           |